# Río Verde (localidad de Paraguay)
Río Verde es una localidad paraguaya del Departamento de Presidente Hayes ubicada en el kilómetro 323 de la ruta PY09 "Transchaco", a unos 325 km de Asunción.
Administrativamente forma parte del municipio de Puerto Pinasco, ubicado a 236 km de distancia.
La localidad en la actualidad tiene unos 400 habitantes aproximadamente.

## Toponimia
Lleva su nombre por el río Verde que pasa por la localidad y desemboca en el Río Paraguay, en frente del Río Aquidabán, a unos 40 km al norte de Concepción.